# 仲地恵
仲地 恵（なかち めぐみ、1968年1月13日 - ）は、元沖縄テレビ放送アナウンサー。
沖縄県宜野座村出身。宜野座村立宜野座中学校、沖縄県立宜野座高等学校、筑波大学第二学群比較文化学類を卒業後1990年に、沖縄テレビに入社、2007年8月をもって沖縄を離れている。

## 沖縄テレビ在籍時の担当番組
- OTVスーパータイム（キャスター　～1997.3）
- 不思議！なぜ？沖縄の生物たち（1993.111～5.3）[1]
- めざましテレビ（初代沖縄リポーター　1994～1997）
- OTV開局35周年記念番組 素人お笑い選手権 （MC 1994.11.3）
- 万国チャンプルー ワッター友（総合司会 1994.4.11～9.19）[1]
- クイズ不思議列島ヌー？（1995.4.10～1996.9.23）[1]
- OTVニュース555 ザ・ヒューマン（キャスター　1997.4～1998.3）
- ヌーDEネット（1998.4.20～9.28）[1]
- OTVスーパーニュース（キャスター　1998.4～2000.3、河川・環境シリーズ）
- FNS1億2700万人の27時間テレビ 夢列島 〜てれずにいいこと・てれずに楽しく〜（1998.7.18～19）※ドミノ企画の沖縄中継をつぶやきシローと担当
- こだわって!ウチナー情報（2000.10～）[1]